# Daphne mezereum

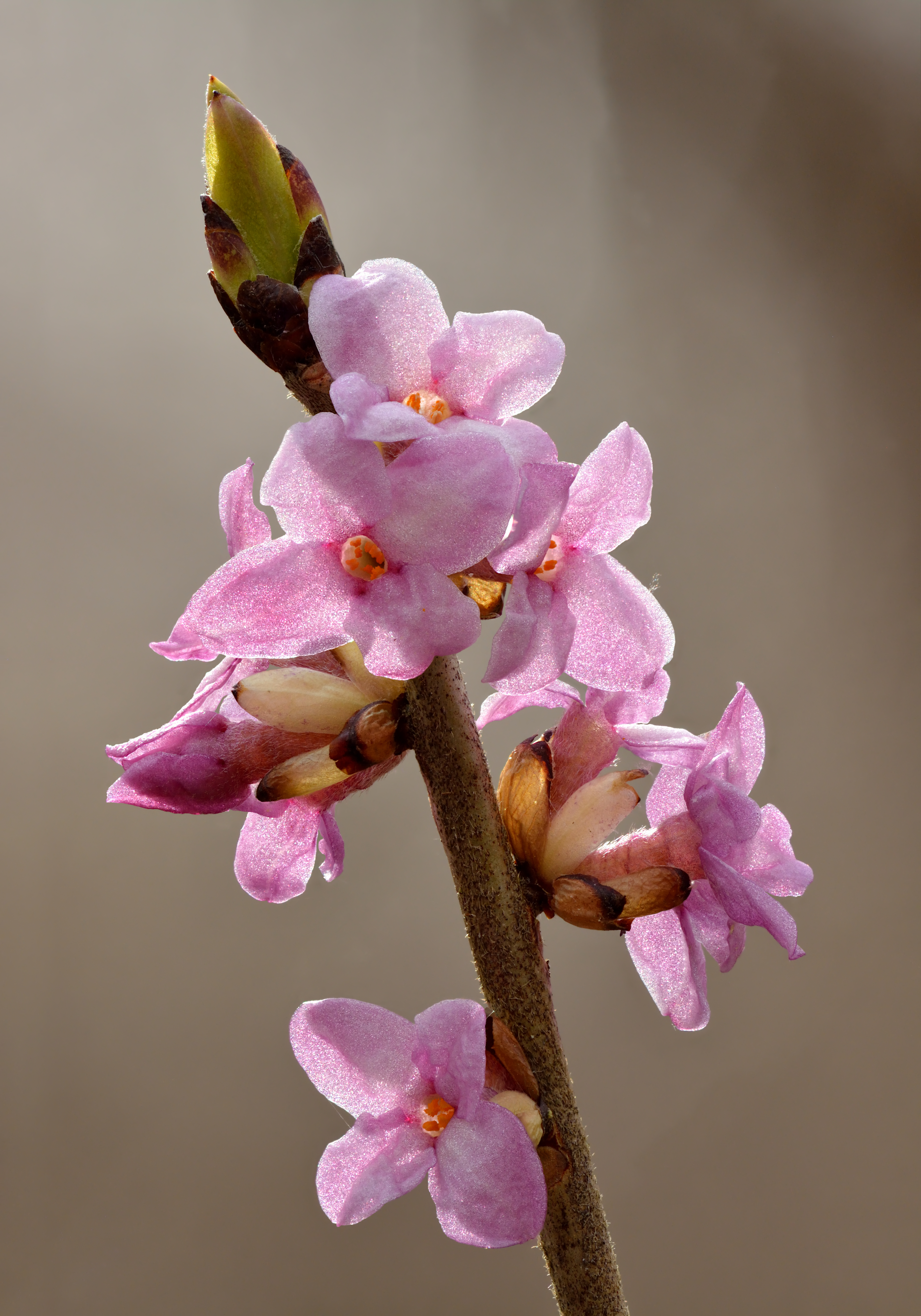
Daphne mezereum

Daphne mezereum (Daphne-de-fevereiro) é uma espécie de zonas de montanha frescas e sombrias.
A sua distribuição nativa estende-se desde os Pirenéus até à Rússia.
Nesta espécie, as flores surgem antes das folha.
Devido à sua beleza é muito usada como ornamental, embora seja uma planta tóxica principalmente pelos frutos e pela seiva.